# يوسف المحيميد
يوسف المحيميد روائي وصحفي سعودي (ولد في الرياض عام 1964م). له عدد من الروايات ومجموعة من القصص القصيرة باللغة العربية، ترجم بعض منها إلى لغات عديدة منها الإنجليزية والروسية والألمانية والإيطالية والإسبانية.

## الحياة
ولد في 17 رمضان 1383 هـ الموافق 31 يناير 1964م بحي الشميسي بالرياض، السعودية، ونشأ في حي عليشة بالرياض حيث تلقى تعليمه الابتدائي والإعدادي والثانوي. حصل على بكالوريوس إدارة الأعمال من جامعة الملك سعود ثم دبلوم دراسات عليا في الرقابة المالية من معهد الإدارة العامة. في 1998 سافر إلى نورتش بالمملكة المتحدة حيث درس الإنجليزية والتصوير الفوتوغرافي. عمل محاسبًا في بترومين ثم في وزارة البترول والثروة المعدنية السعودية، وأثناء ذلك عمل صحفيًا حيث كان مشرفًا على صفحات الثقافة بمجلة الجيل ثم أسس مجلة الجيل الجديد للأطفال وكان مشرفاً عليها، ثم عمل رئيساً للقسم الثقافي بمجلة اليمامة.
في 1989 نشر مجموعته القصصية الأولى ظهيرة لا مشاة لها، ثم اتجه إلى أدب الأطفال وتفرغ سنوات عديدة للتصوير الفوتوغرافي، ثم اتجه إلى الرواية ونشر روايته الأولى لغط موتى في 2003.

## الأسلوب السردي
تميز الروائي يوسف المحيميد بالأسلوب السردي في رواياته، ففي رواية "الحمام لا يطير في بريدة"، تذرع يوسف المحيميد برحلة القطار لشخصيته المحورية فهد سليمان السفيلاوي، لاستعادة سيرته المأساوية، في مجتمع يتحكم فيه "حراس الفضيلة"، فبمجرد امتطائه القطار بلندن متجهًا إلى مدينة "غريت يارموث"، وخلال أربع ساعات، يحاول الاتصال بصديقه سعيد بن مشبب، وعوض الرنة، تصدح أغنية الفنان خالد عبد الرحمن، توقظ أحزانه ومواجعه، وبواسطة السرد التناوبي، يستعرض الروائي حياة والديّ هاتين الشخصيتين، وهما ممن تورط بحادثة الحرم المكي في 1979، فمشبب ممن حمل السلاح ودخل الحرم، وتم إعدامه فيما بعد، بينما "سليمان السفيلاوي" كان يقوم بتوزيع المنشورات قبيل احتلال الحرم من قبل الجماعة المحتسبة، فدفع ثمن أفكاره أربع سنوات من عمره في السجن.

## مواجهة كورونا
في مارس 2020، تحدث الكاتب عن توحد العالم، بمواجهة جائحة كورونا، حيث ذكر بأنه عدو لا جنسية له، ولا دين، ولا مذهب، ولا وطن؛ وأن الجميع يتابع القنوات الإخبارية والتصريحات، وحظر التجول، سواء كان جزئيًّا أو كليًّا، كما أشار الى انهيار اقتصادات الدول، وسوق النفط، وأسواق البورصة.

## الفنون بين الثقافة والتعليم
في نوفمبر 2019، تحدث الكاتب عن المواهب وفشلها بسبب ظروف النشأة، حيث ذكر بأن المدارس والجامعات في الثمانينات كان تُحرّم كل شيء، فلا موسيقى، ولا مسرح، ولا فنون بصرية، حيث استعانوا بالإنشاد بدل الموسيقى، والمسرح بجماعة الإلقاء.
كما حث على الاتفاق بين وزارتي الثقافة والتعليم على الاهتمام بالفنون، واستشهد بالمسرح في بريطانيا، والفن التشكيلي في النمسا وفرنسا، إذ تُعدّ دعمًا مهمًّا للسياحة في هذه الدول.

## كرسي غازي القصيبي
في 7 فبراير 2023، التقى الكاتب يوسف المحيميد بالجمهور، بواسطة الاتصال عن بعد من خلال زوم، وكذلك عبر اليوتيوب. حيث تحدث الكاتب نجاحه الكتابة القصصية والروائية، من ضمنها روايته الأخيرة "رجل تتعقَّبه الغربان"، وأيضًا رواية "فخاخ الرائحة" ورواية "الحمام لا يطير في بريدة"، وغيرها من الروايات. حيث امتاز المحيميد بقدرته على التقاط انتباه القارئ لرواياته والسيطرة على خياله من خلال الصور المرئية التي يرسمها.

## انتقاده للعشوائيين
في أبريل 2005، هاجم الكاتب المحيميد بعض المؤلفين، الذين يؤلفون الرواية دون امتلاك الخبرة والأدوات الفنية، حيث ذكر بأن كتّاب القصة القصيرة تحولوا إلى كتابة الرواية بشكل عشوائي، فأصبحنا نرى أعمالًا لا علاقة لها بالفن الروائي.

## أرفض وصاية العودة
في يوليو2008، ذكر الكاتب يوسف المحيميد في قناة العربية ومن خلال برنامج إضاءات، رفضه وصاية سلمان العودة عليه، وذلك عقب انتقادات وجهها العودة للكاتب، بسبب حضوره مؤتمرًا في الولايات المتحدة الأمريكية، شارك فيه سلمان رشدي، صاحب كتاب آيات شيطانية.

## الأعمال

### الأعمال الروائية
- لغط موتي: 2003، منشورات الجمل، كولن. وهي عبارة عن "رواية ضد رواية"، تتثمل في رسائل إلى صديق، تضع قارئها في جوٍّ سرديٍّ تجريبي.[10]
- فخاخ الرائحة: 2003، رياض الريس للكتب والنشر، بيروت. وهي عبارة عن رواية لشخصية طراد، الذي يتكرر عليه النفي والإقصاء من فضاء الصحراء إلى المدينة.[11]
- القارورة: 2004، المركز الثقافي العربي، الدار البيضاء/ بيروت. وهي عبارة عن رواية تدور على ثلاث شخصيات رئيسة هي (منيرة الساهي وشقيقها صالح وحسن العاصي) بأسلوب سردي عبر الأحداث الجزئية والحوارات.[12]
- نزهة الدلفين: 2006، رياض الريس للكتب والنشر، بيروت. وهي عبارة عن رواية تحكي قصة ثلاث شخصيات رئيسة، تتجسد في شاب سعودي وآخر قطري وفتاة إماراتية، ويدور تنافس شديد بين السعودي والقطري للظفر بقلب الفتاة الإماراتية.[12]

الحمام لا يطير في بريدة: 2009، المركز الثقافي العربي، الدار البيضاء/ بيروت. وهي عبارة عن رواية كتبت بطريقة تعتمد على تداعي الأحداث وتداخل الأزمنة في ذهن بطل الرواية، وهو شاب عشريني ابتعث للدراسة في بريطانيا.
- رحلة الفتى النجدي: 2012، الدار العربية للعلوم ناشرون، بيروت. وهي عبارة عن رواية للشباب المراهقين، تتناول حكاية نجدية قديمة، بدأت مع مطلع القرن الماضي، تتبعت رحلة شاب في الخامسة عشرة من عمره.[14]
- غريق يتسلى في أرجوحة: 2015، المركز الثقافي العربي، الدار البيضاء/ بيروت. وهي عبارة عن رواية تتناول غربة الفرد ووحدته، في مجتمع تقليدي، ومحاولته التحرر من ذلك المجتمع بالجمال، ومقاومة استبداده وعنفه بالفنون.[15]
- أكثر من سلالم: 2019، المركز الثقافي العربي، الدار البيضاء/ بيروت. وهي عبارة عن رواية تسرد قصة فتاتين، إحداهما تهرب من تجربة حب قصيرة إلى حبٍّ أكثر نضجًا، وتنتقل من الرياض إلى الولايات المتحدة وتحديدًا لوس أنجلوس، في رحلة بحث وتجربة جديدة، والأخرى تبحث عن أصولها، ووطنها، ووالدها الذي اختفى منذ 20 عامًا.[15]

### الأعمال القصصية
- ظهيرة لا مشاة لها: 1989، الرياض.
- رجفة أثوابهم البيض: 1993، دار شرقيات للنشر والتوزيع، القاهرة.
- لغط موتى وقصص أخرى: 2000
- أخي يفتش عن رامبو: 2005، المركز الثقافي العربي، الدار البيضاء/بيروت.
- الأشجار لم تعد تسمعني: 2010، الدار العربية للعلوم ناشرون.
- تلك اليد المحتالة (قصص قصيرة جداً): 2021، دار خطوط وظلال للنشر.[16]

### أعمال أخرى
- لابد أن أحداً حرك الكراسة: 1996، مؤسسة دار الجديد للنشر، بيروت.
- النخيل والقرميد: مشاهدات بين البصرة ونورج(أدب الرحلات): 2004، المؤسسة العربية للدراسات والنشر، بيروت.
- حجر أحمر من منهاتن (يوميات): 2012، دار مدارك للنشر.[17]

### أعمال للكاتب بلغات أخرى
- Wolves of the Crescent Moon- Novel- AUC press- Cairo2007.
- Wolves of Crescent Moon - Novel - Penguin USA- New York 2007.
- Lion de cet enfer - Roman - ACTES SUD- France 2007.

## الجوائز
- القائمة القصيرة لجائزة جان ميشالسكي للأدب: في 2010 عن رواية فخاخ الرائحة.[18]
- جائزة أبو القاسم الشابي: في 2011 عن رواية الحمام لا يطير في بريدة.[19]
- جائزة ألزياتور: في 2011 عن رواية فخاخ الرائحة.[20]
- جائزة وزارة الثقافة والإعلام للكتاب: في 2013 عن رواية رحلة الفتى النجدي.[21]

## وصلات خارجية
- موقع يوسف المحيميد